# Jürgen P. Lang

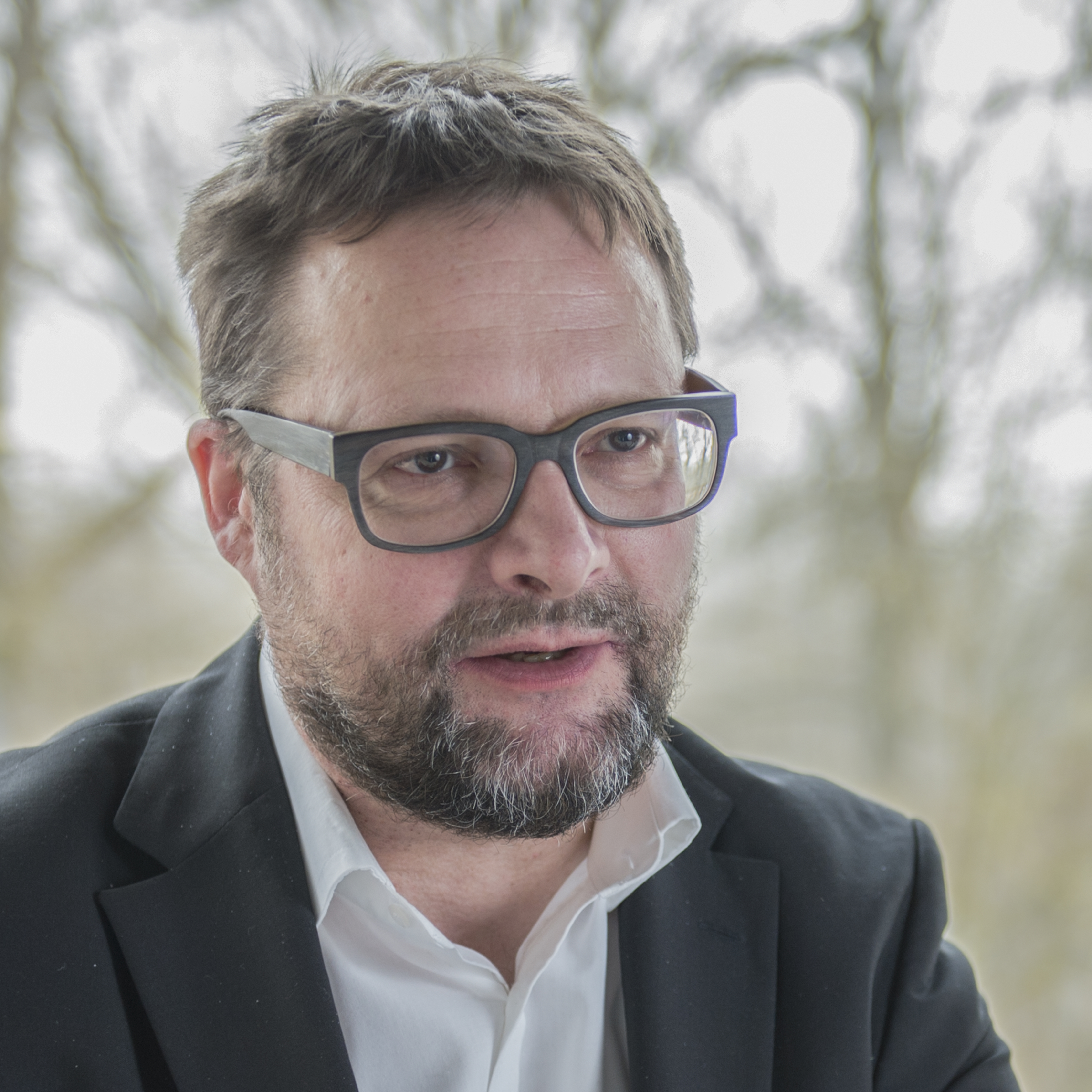
Jürgen P. Lang (2016)

Jürgen P. Lang (* 12. Juni 1964 in Regensburg) ist ein deutscher Politikwissenschaftler. Er arbeitet als freier Publizist und Journalist.

## Wissenschaftliche Tätigkeit
Jürgen P. Lang studierte Politikwissenschaft und Germanistik in Berlin und München. 2003 promovierte er bei Eckhard Jesse an der TU Chemnitz mit einer extremismustheoretischen Untersuchung über die PDS. Seine Forschungsschwerpunkte sind politischer Extremismus, politische Ideengeschichte und Parteien. Mit der demokratischen Revolution in der DDR galt sein Interesse der Transformation der Staatspartei SED zur PDS.
In der PDS und der Nachfolgeorganisation Die Linke sah Lang extremistische Tendenzen. In seinen Veröffentlichungen vertrat er einen normativen Extremismusbegriff, der sich gegen Gegner der Demokratie jeglicher Couleur wendet. Zuletzt beschäftigte er sich mit Populismus, Verschwörungstheorien, Konservatismus und der Denkschule der Neuen Rechten.
Lang referierte unter anderem für die Deutsche Gesellschaft, die Europäische Akademie Berlin, die Konrad-Adenauer-Stiftung, die Hanns-Seidel-Stiftung, die Friedrich-Naumann-Stiftung, die Point-Alpha-Akademie, die Akademie für Politische Bildung Tutzing, die Landeszentralen für politische Bildung in Bayern, Thüringen und Sachsen-Anhalt.

## Bibliographie

### Monographien (Auswahl)
- Volk und Feind – Der neue deutsche Populismus. Analyse einer Ideologisierung. Münster 2022, ISBN 978-3-643-14998-5
- Abschied vom Osten? Die Linke nach der Bundestagswahl 2017. Sankt Augustin/Berlin 2018, ISBN 978-3-95721-450-8 (Online).
- mit Eckhard Jesse: Die Linke – eine gescheiterte Partei? München 2012, ISBN 978-3-7892-8345-1.
- Für eine bessere Welt? Linksextremistische Argumentationsmuster. Sankt Augustin/Berlin 2012, ISBN 978-3-942775-94-6 (Online).
- Ist die PDS eine demokratische Partei? Eine extremismustheoretische Untersuchung (= Schriftenreihe Extremismus & Demokratie, Bd. 7). Baden-Baden 2003, ISBN 3-8329-0414-X (Online).

### Aufsätze (Auswahl)
- Rechts radikal, links marginal – zum aktuellen Populismus in Deutschland. In: Jahrbuch Extremismus & Demokratie 33 (2021), ISBN 978-3-8487-8642-8.
- Volk und Feind. Was ist Populismus? In: Politische Studien, 491/2020 (Text online).
- Revolution von rechts. Utopie, Gewalt und Moral im Denken der radikalen Neuen Rechten. In: Denkströme, H. 21 (2019) (Text online).
- Verschwörungsideologien. Antiliberalismus und Totalitätsphantasie von Metternich bis zum modernen Extremismus. In: Sebastian Liebold u. a. (Hrsg.): Demokratie in unruhigen Zeiten. Baden-Baden 2018, ISBN 978-3-8487-4194-6, S. 185–194 (Google Books).
- Linksextremismus in der Bundesrepublik Deutschland. In: Extremismusforschung. Handbuch für Wissenschaft und Praxis. Baden-Baden 2018, ISBN 978-3-8487-1807-8.
- Eine neue Neue Rechte? Analyse der Traditionen und Innovationen einer rechtsextremistischen Denkströmung. In: Jahrbuch für Extremismus- und Terrorismusforschung 2017/18 (I), ISBN 978-3-938407-91-2.
- Heilige Rosa? Die Luxemburg-Rezeption in der Partei „Die Linke“. In: Deutschland Archiv, 5/2009 (Text online).
- Im Sog der Revolution. Die SED/PDS und die Auflösung der Staatssicherheit 1989/90. In: Deutschland Archiv, 1/2007 (Text online).
- Was ist Extremismusforschung? Theoretische Grundlagen und Bestandsaufnahme. In: Uwe Backes, Eckhard Jesse (Hrsg.): Gefährdungen der Freiheit. Extremistische Ideologien im Vergleich. Göttingen 2006, ISBN 978-3-525-36905-0 (Text online (Memento vom 9. April 2014 im Internet Archive); PDF; 188 kB).